# Római családnevek listája
Ez az ókori római cognomenek listája.
A római nevek szerkezete más, mint a ma megszokott európai előnév/utónév vagy keresztnév/családnév rendszer. Általában háromtagú nevet használtak, aminek első tagja az előnév (ebből viszonylag kis választék állt rendelkezésre, főleg a klasszikus korban), második tagja a nemzetségnév, harmadik tagja pedig az itt felsorolt családi név. A nőknél előnevet nem használtak; a mai latin eredetű női keresztnevek többsége nemzetségnevekből származik, mivel a nemzetségeket mindig nőnemben emlegették (Iulia-gens, Servilia-gens stb). A családi név legtöbbször valamilyen ragadványnév vagy gúnynév, amit az azonos nemzetségek különböző ágainak megkülönböztetésére használtak. Így Cicero ’Borsós’, Cato ’Ravasz’, Naso ’Orros’, Brutus ’Buta’, Caesar ’Hajas’. A ragadványnevek a nemzetségek ágainál rögzültek, majd újabb elágazáskor újabb csatlakozhatott hozzá, így jöttek létre a sokelemű nevek.
A római nevek kialakulására jó példa Corinthusi Demaratus és családjának esete, aki az i. e. 7. században érkezett Itáliába, itt feleségül vett egy etruszk nőt Tarquinii városában. Ettől kezdve családját Tarquiniusnak nevezték (nemzetségnév), majd ehhez később az egyik ágnál a Collatinus jelző csatlakozott cognomenként. Ilyen módon az idegen származású Tarquiniusoknál két nemzedék alatt létrejött a tipikus hármas névszerkezet.
Lásd még: Római névadási szokások
| Ábécé szerinti tartalomjegyzék                      |
| --------------------------------------------------- |
| A B C D E F G H I J K L M N O P Q R S T U V W X Y Z |

## A
Abercius, Abito, Acacius, Acaunus, Achaicus, Acilianus, Adauctus, Adepphius, Adjutor, Adranos, Adventus, Aeacus, Aebutus, Aemilianus, Aetius, Afer, Agaptus, Agatopus, Agelastus, Agorix, Agricola, Agrippa, Agustalis, Ahala, Ahenobarbus, Albanus, Albinius, Albinus, Albucius, Alethius, Allectus, Aloysius, Aluredes, Alypius, Amandus, Amantius, Ambrosius, Amelius, Amor, Amphion, Anatolius, Ancus, Andronicus, Angelus, Antius, Anullinus, Apelles, Apellinus, Aper, Appius, Apollonarius, Aponius, Aquila, Aquilius, Aquillius, Aratus, Arcadius, Arcavius, Archarius, Arius, Armiger, Arminus, Arpagius, Arrianus, Arruntius, Aruns, Arvina, Asellio, Asina, Asprenas, Asprenus, Assanius, Audaios, Audens, Augendus, Augurnus, Augurius, Augustalis, Augustanus, Augustus, Auila, Aurelianus, Aurelius, Ausonius, Auspex, Auxentius, Auxientius, Auxilius, Avianus, Avienus, Avitus

## B
Babianus, Balbillus, Balbus, Balduinus, Bambalio, Bamballio, Banquerius, Barbatus, Baro, Bassus, Bato, Belenus, Belisarius, Bellator, Belletor, Bellicus, Bellus, Bestia, Betto, Bibaculus, Bibianus, Bibulus, Bitucus, Blandus, Bodenius, Bolanus, Bonifatius, Bonosus, Bonus, Bradua, Britannicus, Brocchus, Bromidus, Bruccius, Brucetus, Bruscius, Brutus, Bubo, Buccio, Bulla, Burcanius, Burrus, Buteo

## C
Caecilianus, Caecina, Caecus, Caelistis, Caelestius, Caelianus, Caelinus, Caepio, Caerellius, Caesar, Calacicus, Calatinus, Caldus, Calenus, Calerus, Caletus, Callisunus, Calogerus, Calpornius, Calpurnianus, Calpurnis, Calvinus, Calvus, Camerius, Camillus, Campanus, Candidianus, Candidus, Candidius, Canio, Canisius, Cantaber, Capito, Capiton, Caprarius, Caracturus, Carantus, Carbo, Carinus, Carisius, Carius, Carnifex, Carus, Casca, Cassianus, Castinus, Castorius, Castus, Catianus, Catilina, Cato, Catonius, Catullus, Catulus, Catus, Cecilianus, Celatus, Celer, Celsus, Cenaeus, Cencius, Censorinus, Censorius, Centumalus, Cerialis, Cerinthus, Cerularius, Cervianus, Cervidus, Cethegus, Chlorus, Christianus, Cicero, Cico, Cimber, Cinna, Cinnianus, Cita, Cittinus, Civilis, Clarus, Classicianus, Claudianus, Clemens, Clement, Clodian, Clodianus, Cogitatus, Colias, Collatinus, Columbanus, Columella, Comes, Comitianus, Comitinus, Commidius, Commidus, Commius, Commodus, Concessus, Congrio, Constans, Constantius, Corbulo, Cordus, Cornix, Cornutus, Corvinus, Corvus, Cosmas, Cotentinus, Cotta, Crassus, Cremutius, Crescens, Crescentius, Cresces, Crispian, Crispin, Crispus, Crito, Crotilo, Cucuphas, Culleolus, Cumanus, Cunobarrus, Cupitas, Curio, Cyprianus, Cyprias, Cyricus

## D
Dacien, Dalmatius, Dama, Damasippus, Damasus, Damian, Dannicus, Dardanius, Dardanus, Decentius, Decianus, Decmitius, Decmus, Dexion, Dexippus, Didicus, Dignus, Dio, Diocletianus, Diocourides, Disertus, Docilinus, Docilus, Dolabella, Dominicus, Domitianus, Donatianus, Donatus, Donicus, Dorotheus, Draco, Drusillus, Drusus (a Gens Claudia egyik cognomene), Drusianus (a Drusus Gens változata), Dubitatius, Dulcitius, Durio, Durus, Duvianus

## E
Eborius, Eburnus, Ecdicius, Eclectus, Egbuttius, Egnatius, Elerius, Eliphas, Elpidius, Elvorix, Emeritus, Encratis, Ennecus, Ennius, Ennodius, Eonus, Epidianus, Epimachus, Epolonius, Erasinus, Esdras, Eudomius, Eudoxius, Eugenius, Eugenus, Eulogius, Eumenius, Eunapius, Euphemius, Eustacius, Eutherius, Euthymius, Evodius, Excingus, Exsupereus, Exuperantius, Exupertus

## F
Fabianus, Fabillus, Facilis, Fadus, Fagus, Falco, Falconius, Falx, Famia, Familiaris, Fastidius, Farus, Faustillus, Faustinianus, Faustinius, Faustus, Faventinus, Felicissimus, Felissimus, Felix, Ferentinus, Ferreolius, Festus, Fidelis, Figulus, Fimbria, Fimus, Firminus, Firmus, Flaccus, Flavian, Flavianus, Flavillus, Flavinus, Florens, Florentius, Florianus, Florus, Forianus, Fortunatus, Fraucus, Fredisius, Frigidian, Frontalis, Frontinus, Fronto, Fructosis, Frugi, Frugius, Frumentius, Fullofaudes, Fulvianus, Furius, Fuscinus, Fuscus 

## G
Gaianus, Gala, Galarius, Galenus, Galerus, Gallio, Gallus, Galvisius, Garilianus, Gaurus, Gavros, Gavrus, Gelasius, Gellius, Gemellus, Geminianus, Generidus, Genesius, Genialis, Gennadius, Gerardus, Germanus, Germanicus, Gessius, Geta, Getha, Glabrio, Glaucia, Globulus, Gluvias, Glycia, Gordian Gordianus, Gordio, Gorgonius, Gracchus, Gracilis, Gratian, Gratidianus, Grattus, Gregorius, Grumio, Gualterus, Gryllus 

## H
Habitus, Hadrianus, Hardalio, Haterius, Helvius, Herculius, Herenus, Herma, Hermina, Hesychius, Hiberus, Hilario, Hilaris, Hilarius, Hirpinius, Hirrus, Homullus, Honoratus, Horatius, Hortensis, Hortensius, Hortensus, Hosidius, Humilus, Hybrida 

## I
Iacomus, Igennus, Ignatius, Indaletius, Indus, Ingenuus, Ingenvinus, Iocundus, Iovinus, Irenaeus, Isatis, Isauricus, Italicus, Ivmarus, Ianuarius, Iavolenus, Iovinianus, Iovinus, Iovius, Iuba, Iulian, Iulianus, Iuncinus, Iuncus, Iunianus, Iustianus, Iustinianus, Iustinus, Iustus, Iuvenlis, 

## L
Labienus, Lactantius, Laeca, Laenas, Laetinianus, Laevinus, Larcius, Lartius, Lateranus, Latinius, Laurentius, Leddicus, Lentullus, Lentulus, Leon, Leontius, Lepidus, Lepontus, Leptis, Libanius, Liberalis, Libo, Licinianus, Licinius, Ligur, Ligustinus, Limetanus, Linus, Litorius, Littera, Litumaris, Livianus, Livigenus, Longinus, Lovernianus, Lovernius, Lucan, Lucanus, Lucianus, Lucius, Luccius, Lucceius, Lucilianus, Lucretius, Luctacus, Lucullus, Lunaris, Luonercus, Lupercus, Lupicinus, Lupinus, Lupis, Lurco, Lurio, Lutherius, Lutorius 

## M
Maccalus, Macrinus, Macro, Mactator, Maecenus, Maecius, Magnentius, Magnus, Magunnus, Maius, Major, Majus, Malchus, Mallus, Maltinus, Mancinus, Manlius, Mansuetus, Marcallas, Marcellinus, Marcellus, Marcialis, Marcipor, Margarita, Marinianus, Marinus, Maritialis, Maritimus, Marius, Maro, Marsallas, Marsicus, Marsus, Marsyas, Martial, Martialis, Martianus, Martinus, Martius, Martyrius, Marullinus, Marullus, Maternus, Matho, Matuntin, Mauricius, Maursus, Maximian, Maximianus, Maximinius, Maximinus, Maximus, Medullinus, Megellus, Melissus, Melitus, Mellitus, Melus, Meminius, Memmius, Memor, Mercator, Mercurialis, Mercurinus, Merula, Messala, Messor, Metellus, Metilius, Metunus, Micianus, Mico, Micon, Milonius, Minervalis, Minianus, Minicianus, Moderatus, Molacus, Momus, Montanus, Montaus, Mordanticus, Mucianus, Muco, Muncius, Murena, Mus, Musa, Musicus, Mutilus, Mutius

## N
Nabor, Naevius, Narcissus, Narses, Nasica, Naso, Natalinus, Natalis, Naucratius, Nazarius, Nectaridus, Nelius, Nemesianus, Nemnogenus, Neneus, Nennius, Nepos, Nero, Nertomarus, Nerva, Nicasius, Nicetius, Nigellus, Niger, Nigidius, Nigrinus, Niraemius, Nolus, Nonius, Noster, Novation, Novellius, Numerianus, Numonis 

## O
Oceanus, Octavianus, Octobrianus, Olennius, Olympicus, Opilio, Opimius, Opis, Optatus, Ordius, Orientalis, Orientius, Orissus, Orosius, Osterianus, Otho, Ovidus 

## P
Pacatianus, Pachomius, Pacuvianus, Paenula, Paetinus, Paetus, Palicamus, Pamphilius, Panaetius, Pansa, Pantensus, Pantera, Panthera, Papinian, Papus, Paratus, Parnesius, Pascentius, Pastor, Paterculus, Paternus, Patiens, Patricius, Paulinus, Paullus, Pavo, Pelagius, Pennus, Peregrinus, Perennis, Perpenna, Perperna, Pertacus, Pertinax, Petasius, Petreius, Petronax, Petrus, Phaedrus, Philippus, Photius, Pictor, Pilatus, Pilus, Pinarius, Piso, Pius, Placidus, Planta, Plautis, Plautius, Plautus, Pleminius, Pollienus, Pollio, Polus, Polybius, Pompilius, Pompilus, Pompolussa, Pomponius, Poplicola, Porcus, Porphyrius, Postumianus, Postumus, Potitus, Praetextus, Prilidianus, Primanus, Primulus, Primus, Prisca, Priscian, Priscillian, Priscillianus, Priscus, Probus, Processus, Proceus, Proculus, Procyon, Profuterius, Propertius, Protacius, Protus, Proxsimus, Publianus, Publicola, Publicus, Pudens, Pudentius, Pulcher, Pulcherius, Pullus, Pusinnus, Pustula

## Q
Quartinus, Quarto, Quatruus, Quentin, Quietus, Quintilianus, Quintilius, Quintillius, Quintillus, Quiriac, Quiricus, Quirinalis 

## R
Ramio, Ramirus, Ravilla, Reburrus, Receptus, Rectus, Regillus, Reginus, Regulus, Remigius, Remus, Renatus, Respectus, Restitutus, Rex, Rhesus, Ripanus, Rogatus, Rogelius, Romanus, Romulianus, Romulus, Roscius, Rufinianus, Rufinus, Rufrius, Rufus, Rullus, Ruricius, Ruso, Rusticus, Rutilianus

## S
Sabellius, Sabinianus, Sabinus, Sacerdos, Saenus, Salinator, Salonianus, Saloninus, Salonius, Salvian, Salvianus, Salvius, Sanctus, Sandilianus, Sanga, Sarimarcus, Sarrius, Saturninus, Saunio, Scaevola, Scapula, Scaro, Scato, Scaurus, Schlerus, Scipio, Scribonianus, Scrofa, Sebastianus, Secundas, Segestes, Sejanus, Sellic, Seneca, Senecianus, Senecio, Senilis, Senna, Senopianus, Sentius, Septimianus, Sergius, Seronatus, Serranus, Sertorius, Servanus, Servatius, Servilius, Seuso, Severlinus, Severus, Sevso, Siculus, Sidonius, Sigilis, Silanus, Silius, Silo, Silus, Silvanus, Similis, Simo, Simplex, Simplicianus, Siricus, Sisenna, Sisinnius, Sita, Sollemnis, Sorex, Sorio, Sosius, Sotericus, Soulinus, Sparticus, Spendius, Speratus, Statius, Stichus, Strabo, Sudrenus, Suilius, Sulinus, Sulla, Sulpicius, Super, Superbus, Superstes, Sura, Surinus, Surius, Surus, Sylla, Sylvian, Sylvius, Symmachus, Symphorian, Sympronian, Synistor, Synnodus

## T
Tacitus, Taenaris, Tancinus, Tanicus, Tarquinius, Tarsicius, Tasius, Tatian, Taurinus, Telesinus, Terenteianus, Tertius, Tertullian, Tertullianus, Tertulus, Tetricus, Tetullianus, Thrasea, Thurinus, Tiberillus, Tiberinus, Tibullus, Tiburs, Tiburtius, Ticinius, Titianus, Titillus, Torquatus, Toutius, Traianus, Trailus, Tranio, Tranquillus, Trebellius, Trebius, Trebonianus, Trebonius, Tremerus, Tremorinus, Trenico, Trenus, Triarius, Trifer, Triferus, Trimalchio, Trogus, Trupo, Tuccianus, Tuditanus, Tullas, Tullius, Turibius, Turpilianus, Turpilinus, Turpilias, Tuticanus, Tutor, Typhoeus, Tyranus 

## U
Ulfila, Ulixes, Ulpianus, Umbonius, Urbicus, Ursacius, Ursinus, Ursus, Uticensis 

## V
Vala, Valens, Valentinian, Valentinus, Valentius, Valerian, Valerianus, Valgus (Gens Quintia), Varialus, Varro, Varus, Vatia, Vedrix, Vegetius, Velius, Velus, Venantius, Venator, Ventor, Venustinius, Vepgenus, Veranius, Verecundus, Vergilius, Verinus, Verres, Verrucosis, Verullus, Verulus, Verus, Vespasianus, Vespillo, Vestinus, Vestorius, Vetranio, Vettonianus, Veturius, Viator, Vibennis, Vibius, Vibullius, Victor, Victorinus, Victricius, Vincentius, Vindex, Vinicianus, Vipsanius, Virginius, Viridio, Virilis, Virnius, Vitalinus, Vitalion, Vitalis, Vitoricus, Vitulus, Vitus, Vivianus, Vocula, Volturcius, Volusenus, Volusianus, Vonones, Vopiscus, Vortiporius, Vulso

## Z
Zeno, Zoilus, Zosimus